# Kim Dong-Moon
Kim Dong-Moon (en coreano: 김동문; Gokseong, 22 de septiembre de 1975) es un deportista surcoreano que compitió en bádminton, en las modalidades de dobles y dobles mixto.
Participó en tres Juegos Olímpicos de Verano entre los años 1996 y 2004, obteniendo tres medallas: oro en Atlanta 1996, bronce en Sídney 2000 y oro en Atenas 2004. Ganó seis medallas en el Campeonato Mundial de Bádminton entre los años 1995 y 2003.

## Palmarés internacional
| Juegos Olímpicos   | Juegos Olímpicos         | Juegos Olímpicos  | Juegos Olímpicos |
| Año                | Lugar                    | Medalla           | Prueba           |
| ------------------ | ------------------------ | ----------------- | ---------------- |
| 1996               | Atlanta (Estados Unidos) | Medalla de oro    | Dobles mixto     |
| 2000               | Sídney (Australia)       | Medalla de bronce | Dobles           |
| 2004               | Atenas (Grecia)          | Medalla de oro    | Dobles           |
| Campeonato Mundial |                          |                   |                  |
| Año                | Lugar                    | Medalla           | Prueba           |
| 1995               | Lausana (Suiza)          | Medalla de bronce | Dobles           |
| 1999               | Copenhague (Dinamarca)   | Medalla de oro    | Dobles           |
| 1999               | Copenhague (Dinamarca)   | Medalla de oro    | Dobles mixto     |
| 2001               | Sevilla (España)         | Medalla de plata  | Dobles           |
| 2001               | Sevilla (España)         | Medalla de plata  | Dobles mixto     |
| 2003               | Birmingham (Reino Unido) | Medalla de oro    | Dobles mixto     |